# Villa Kérylos

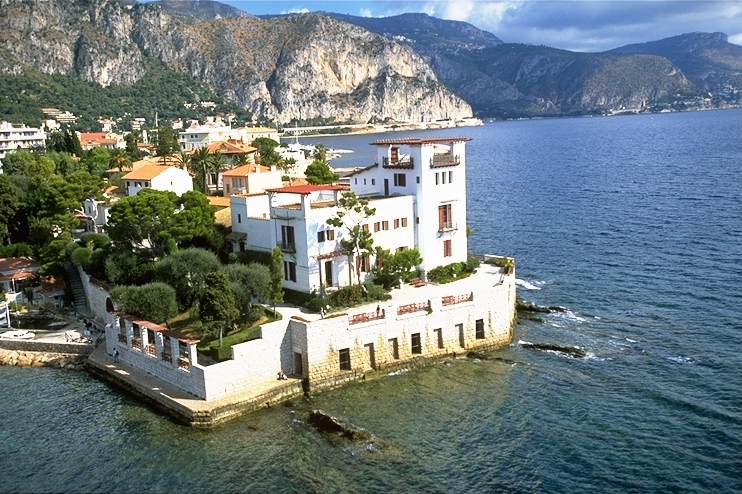
Villa Kérylos

Die Villa Kérylos in Beaulieu-sur-Mer ist eine 1908 nach antiken Vorbildern gestaltete Villa, den der französische Archäologe Théodore Reinach erbauen ließ. Heute ist sie ein Museum. 
Beeindruckt von der Schönheit der Landschaft ließ das Ehepaar vom Architekten Emmanuel Pontremoli von 1902 bis 1908 ein Gebäude errichten, das sich am Vorbild der in Delos errichteten Villen des Hellenismus orientierte, aber dabei jeden modernen Komfort aufweisen sollte. 
Das um einen Innenhof in Form eines Peristyls angeordnete Gebäude ist auch in der Einrichtung nach antiken Vorbildern gestaltet.
Reinachs Familie war verwandt mit Béatrice de Rothschild, die etwas später, von 1907 bis 1912, zwei Kilometer entfernt die Villa Ephrussi de Rothschild erbaute. 
Reinach vermachte nach seinem Tod 1928 die Villa dem Institut de France, dem er als Mitglied angehörte. Seine Kinder und Enkel bewohnten das Haus bis in die 1960er Jahre. 1966 wurde es als Monument historique unter Denkmalschutz gestellt. 

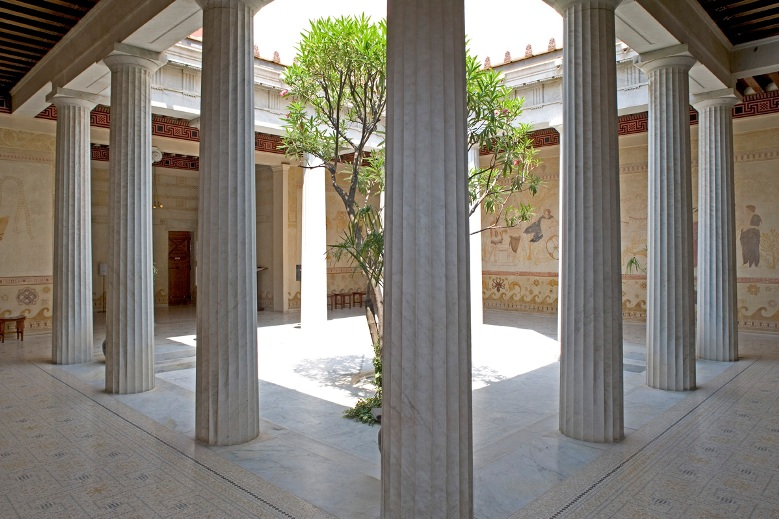
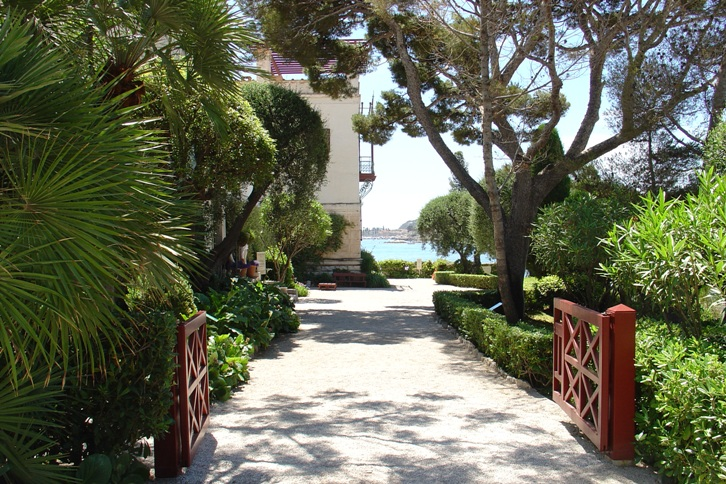
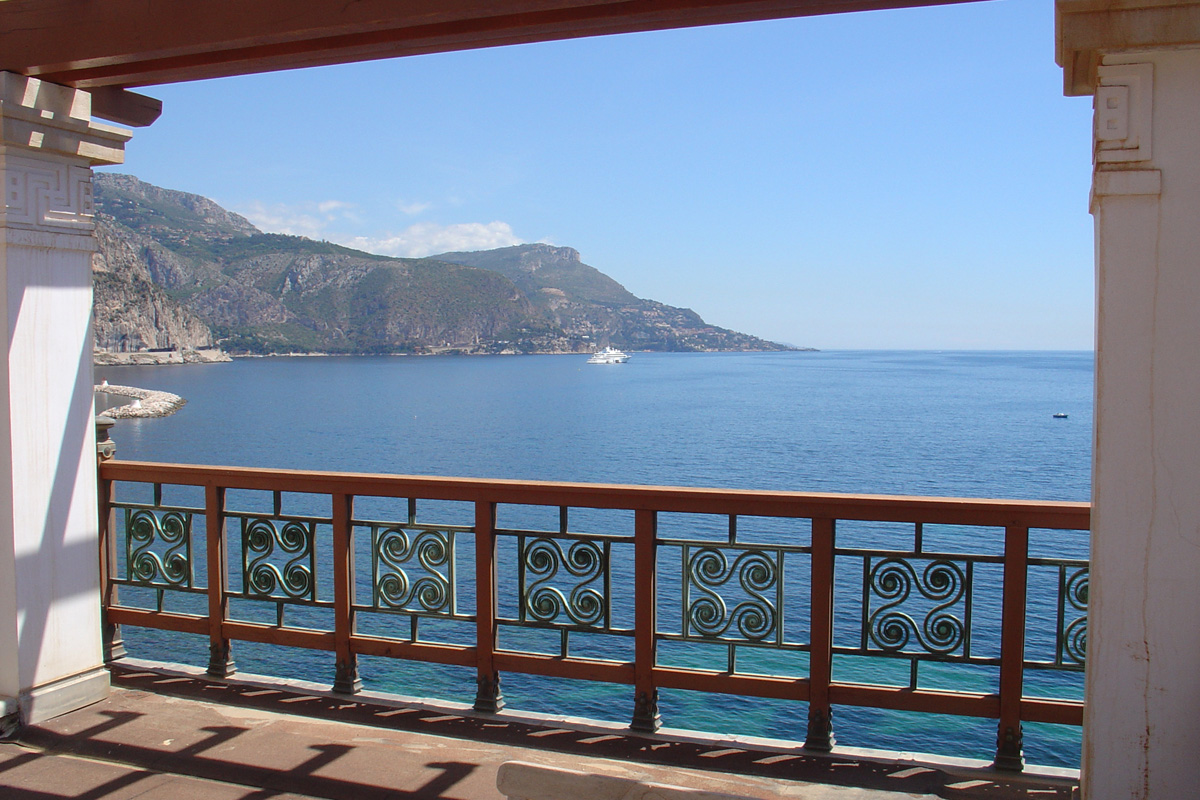
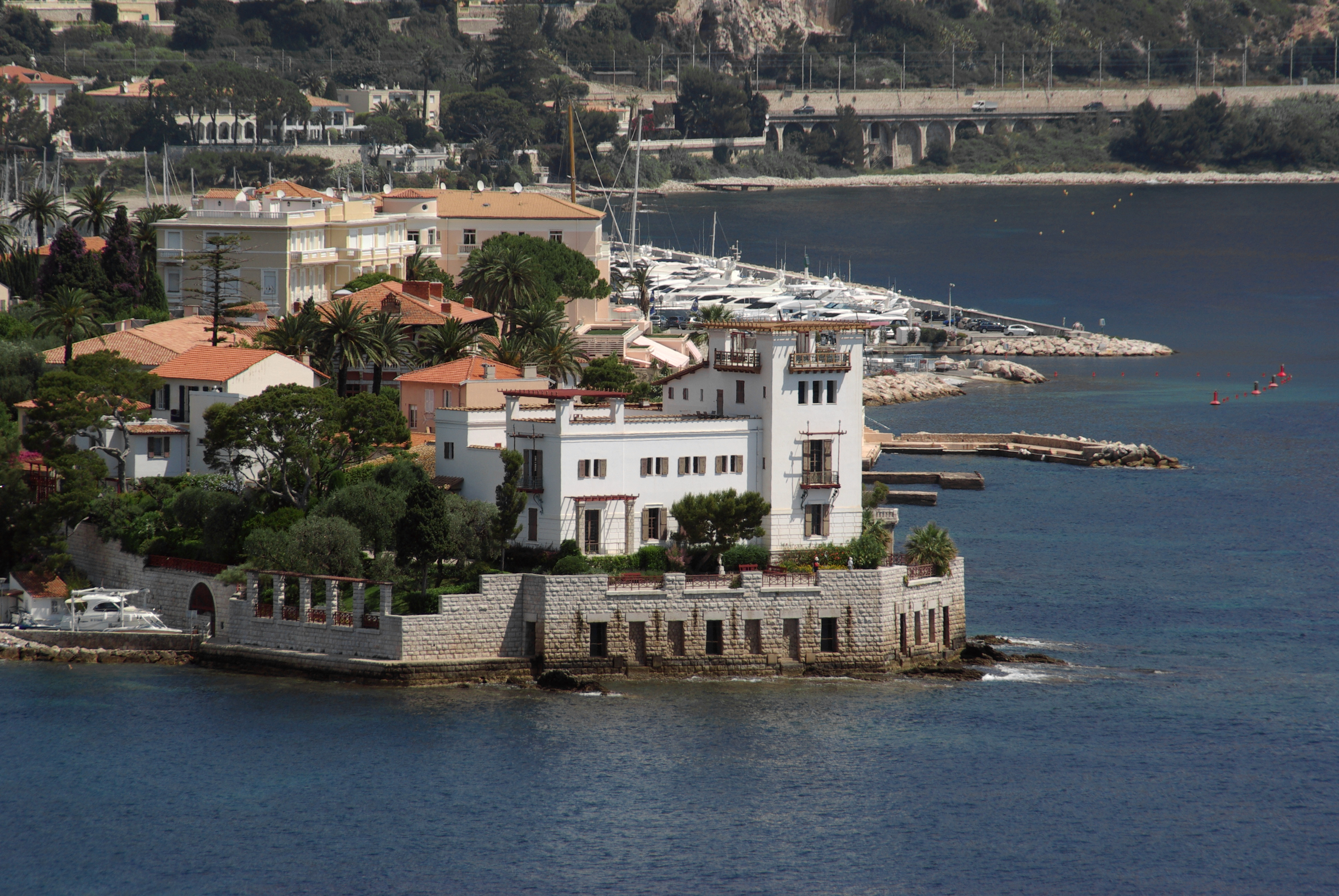